# Whalley (Lancashire)
Koordinaten: 53° 49′ N, 2° 24′ W

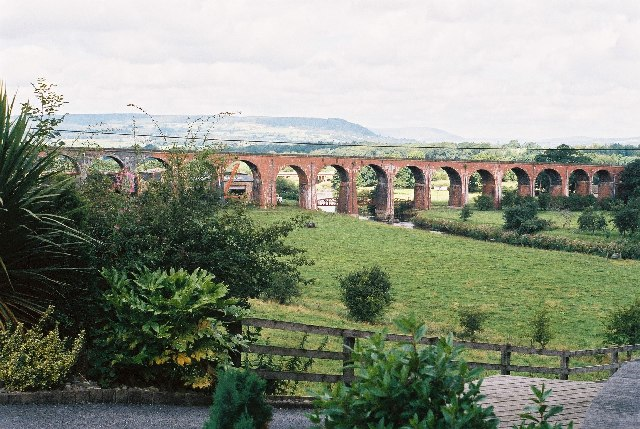
Der Whalley-Viadukt

Whalley ist ein Ort mit 2645 Einwohnern (2001) in Lancashire, England. Der Ort liegt am River Calder im Tal des Ribble.
Die Ursprünge der Pfarrkirche St Mary and All Saints’ gehen auf das Jahr 628 zurück und sie ist ein Grade-I-Monument.
Der Ort hat einen Bahnhof an der Bahnstrecke von Blackburn nach Manchester, die in Whalley auf dem Whalley Viaduct über den River Calder geführt wird. Der Viadukt wurde zwischen 1846 und 1850 aus Ziegeln gebaut. Der Viadukt hat eine Höhe von 21,30 Metern und eine Länge von 620 Metern. Die Konstruktion besteht aus 48 Bögen. Am 6. Oktober 1849 stürzten zwei der bis dahin fertiggestellten 41 Bögen ein, dabei starben drei Menschen. Der Viadukt ist heute ein Grade-II-Monument.
Die ehemalige Zisterzienserabtei Whalley Abbey liegt im Süden des Ortes am River Calder.
Die Ordnance Survey hat berechnet, dass der geographische Mittelpunkt Großbritanniens unter dem Ausschluss der Inseln am Calderstones Hospital im Westen des Ortes liegt. (OS Grid Reference SD7232136671)